# Ланестоса
Ланестоса (баск. Lanestosa, ісп. Lanestosa) — муніципалітет в Іспанії, у складі автономної спільноти Країна Басків, у провінції Біская. Населення — 287 осіб (2009).
Муніципалітет розташований на відстані близько 310 км на північ від Мадрида, 41 км на захід від Більбао. Це найзахідніший муніципалітет Біскайї.

## Демографія
Динаміка населення (INE ):

## Галерея зображень

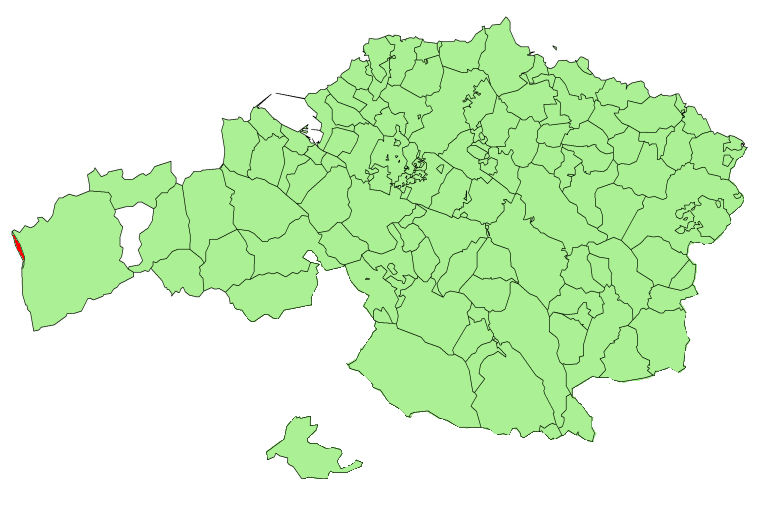
Розташування муніципалітету
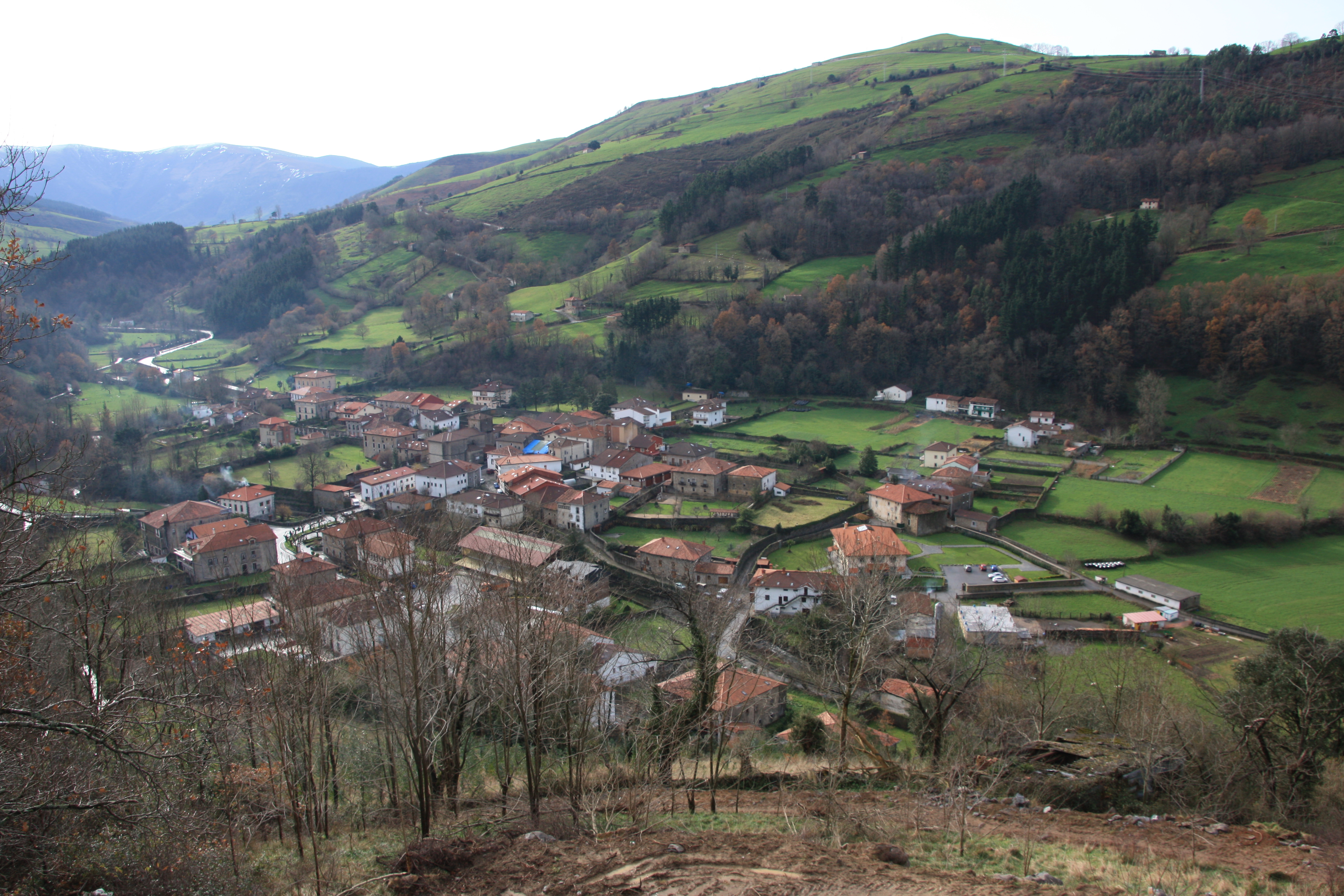
Ланестоса